# Benbecula Airport
Benbecula Airport är en flygplats i Storbritannien.   Den ligger i kommunen Yttre Hebriderna och riksdelen Skottland, i den nordvästra delen av landet, 800 km nordväst om huvudstaden London. Benbecula Airport ligger 5 meter över havet.
Terrängen runt Benbecula Airport är mycket platt. Havet är nära Benbecula Airport västerut. Runt Benbecula Airport är det glesbefolkat, med 11 invånare per kvadratkilometer. Trakten runt Benbecula Airport består i huvudsak av gräsmarker.